# قمة أمريكا اللاتينية والكاريبي والاتحاد الأوروبي

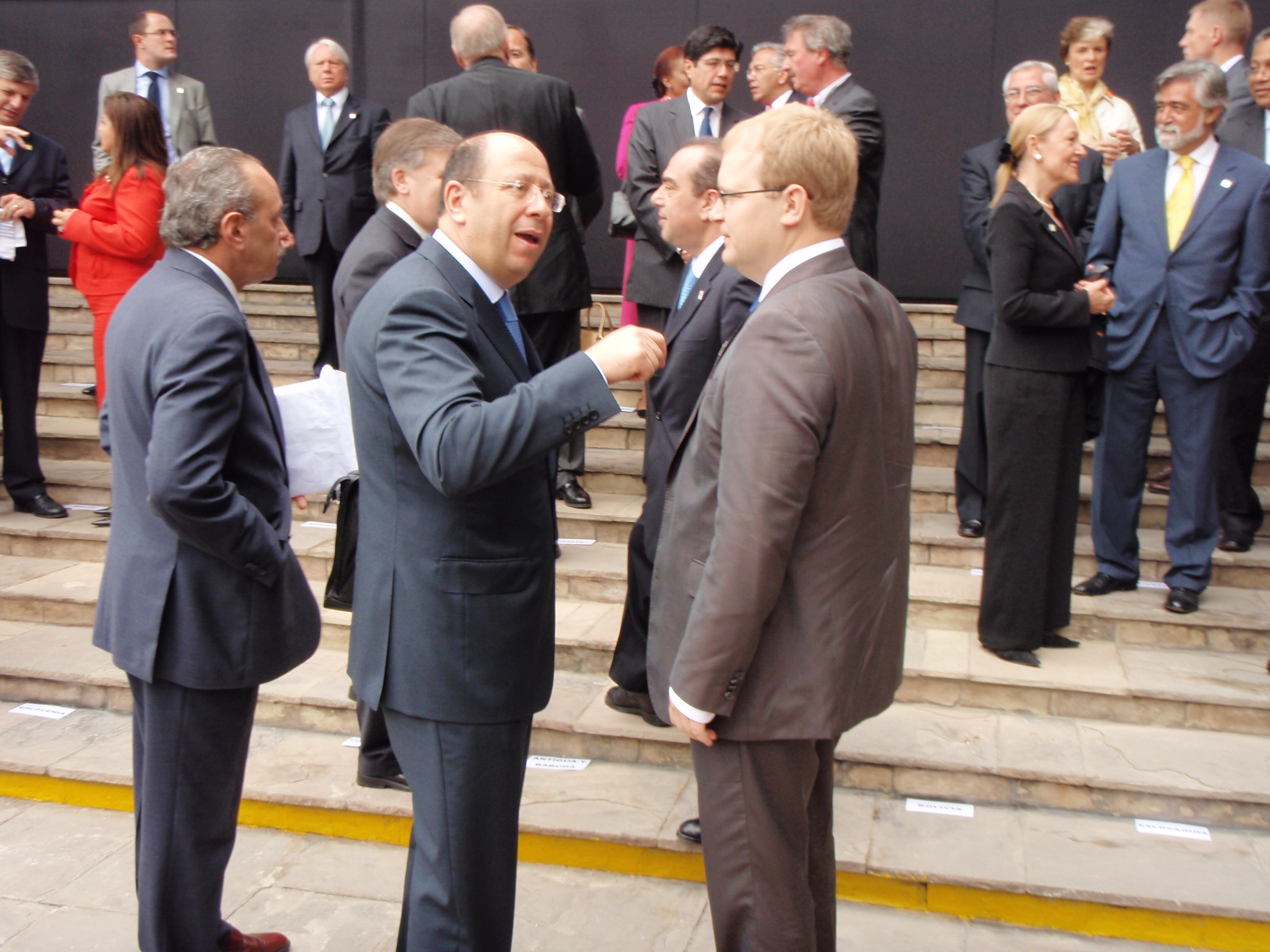
قمة ليما عام 2008

قمة أمريكا اللاتينية والكاريبي والاتحاد الأوروبي هو اجتماع يعقد مرة كل سنتين لرؤساء دول وحكومات أمريكا اللاتينية ومنطقة البحر الكاريبي والاتحاد الأوروبي. في القمة الأولى بين الاتحاد الأوروبي وأمريكا اللاتينية والكاريبي التي عقدت في ريو دي جانيرو بين 28 يونيو و29 يونيو 1999، وافقت الدول المشاركة على تطوير شراكة إستراتيجية تركز على تعزيز الديمقراطية وسيادة القانون والسلام الدولي والاستقرار السياسي. عقد الاجتماع الثاني في مدريد عام 2002، والثالث في جوادالاخارا عام 2004، والرابع في فيينا عام 2006، وعقد الاجتماع الخامس في ليما في منتصف مايو 2008. وكانت الموضوعات الرئيسية التي نوقشت في قمة ليما هي التجارة الحرة وأسعار المواد الغذائية، والذي كان القادة فيه «قلقين للغاية بشأنها» بالإضافة لموضوعي الفقر والتنمية المستدامة. كانت نتائج الحدث مخيبة للآمال إلى حد ما، حيث تم تحقيق القليل من التقدم في المواضيع التي نوقشت. عقدت الجولة التالية من المحادثات في بروكسل في يونيو 2008. وعقدت القمة السادسة في مدريد في عام 2010. في هذه القمة قرر رؤساء دول أمريكا اللاتينية ومنطقة البحر الكاريبي ودول الاتحاد الأوروبي إنشاء مؤسسة الاتحاد الأوروبي وأمريكا اللاتينية والبحر الكاريبي أداة لتعزيز الشراكة بيرجيونالية.